# Boudnib
Boudnib (arabiska: بوذنيب) är en stad i Marocko. Den ligger i provinsen Errachidia och regionen Drâa-Tafilalet, 400 km sydost om huvudstaden Rabat. Antalet invånare var 11 373 vid folkräkningen 2014.